# Chanthaburi Province Stadium
Das Chanthaburi Province Stadium (Thai สนามกีฬาจังหวัดจันทบุรี หรือ สนาม อบจ. จันทบุรี) oder auch Chanthaburi PAO. Stadium genannt, ist ein Mehrzweckstadion in Chanthaburi in der Provinz Chanthaburi, Thailand. Es wird derzeit hauptsächlich für Fußballspiele genutzt und ist das Heimstadion vom thailändischen Zweitligisten Chanthaburi Football Club. Das Stadion hat eine Kapazität von 5000 Personen. Eigentümer und Betreiber des Stadions ist die Chanthaburi Provincial Administrative.

## Nutzer des Stadions
| Verein         | Zeitraum der Nutzung |
| -------------- | -------------------- |
| Chanthaburi FC | 2007 bis 2010        |
| Chanthaburi FC | 2012 bis 2013        |
| Chanthaburi FC | 2015 bis heute       |